# STS-3

STS-3 임무를 위해 발사되는 컬럼비아 우주왕복선

STS-3은 세 번째 우주왕복선 임무였으며 컬럼비아 우주왕복선의 세 번째 임무이기도 하다. 이것은 우주왕복선 외부 연료 탱크가 흰색으로 덧칠해지지 않은 첫 임무이기도 하였다. 이 임무 이후 컬럼비아는 STS 임무 중 유일하게 뉴멕시코주에 있는 White Sands Space Harbor에 착륙했다.